# Robert Coester
Robert Coester (* 23. Juli 1882; † 1931) war ein deutscher Jurist und Politiker. Er war preußischer Verwaltungsjurist und Landrat im Kreis Jarotschin im Südosten der preußischen Provinz Posen (1917–1920).

## Schriften
- Verwaltung und Demokratie in den Staaten von Nordamerika. München; Leipzig: Duncker & Humblot, 1913.